# Гедепер
Гедепер (нім. Hedeper) — громада в Німеччині, розташована в землі Нижня Саксонія. Входить до складу району Вольфенбюттель. Складова частина об'єднання громад Ельм-Ассе.
Площа — 15,66 км2. Населення становить 468 ос. (станом на 31 грудня 2021).